# 十項革新
十項革新是蔣經國擔任行政院長時，於1972年所頒佈，使政府政治及行政更為簡廉有效的措施。

## 十項要求
一、為節省國家財力，用諸於各項必要建設，各級政府除已正式列入預算表外，均應停止建築辦公房舍。
二、各種公共工程之開工與完工，可以公告方式行之，不必舉行任何典禮儀式。
三、各級政府機關派員出國考察或參加國際性會議，必須事前有周詳之計畫，其所派出人員，以具有各類專長，精通外文為主要要求。
四、各級機關應不作不必要之視察，如確有其必要，則視察人員到達視察地區，不得接受任何招待，被視察之機關、學校、團體亦不得迎送，或張貼標語，或召開歡迎會等。
五、各部會首長及全體行政人員，除參加政府所規定之正式宴會，以及招待外賓所必需者外，一律不得設宴招待賓客，並謝絕應酬。
六、公務人員于婚喪喜慶，除有關親戚關係或有深交者外，不得濫發喜帖及訃告。
七、各級行政人員一律不得進出夜總會、舞廳、歌廳、酒家等場所，各級主管應監督所屬人員切實遵照辦理，如有違反規定者，應從嚴處分。
八、各級首長主管均應謝絕各屆剪綵、揭幕等邀請。
九、各機關預算內所規定之加班費、出差費，除必要之加班出差外，不得假借名目移作他用途，但各級機關首長對各機關學校公教人員福利，應妥善處理。
十、在日常處理公務方面，人人要能切實負責，自己能予解決之間問題應即自行解決，今日能予辦完之事應即今日辦完，不必召開的會議不開，凡要開的會議事前必有充分準備，會後必有結果。不辦不實際、沒有效果，以及不必要之公文、凡屬應該辦的必須辦的徹底，追蹤到底。